# Allard H. Gasque

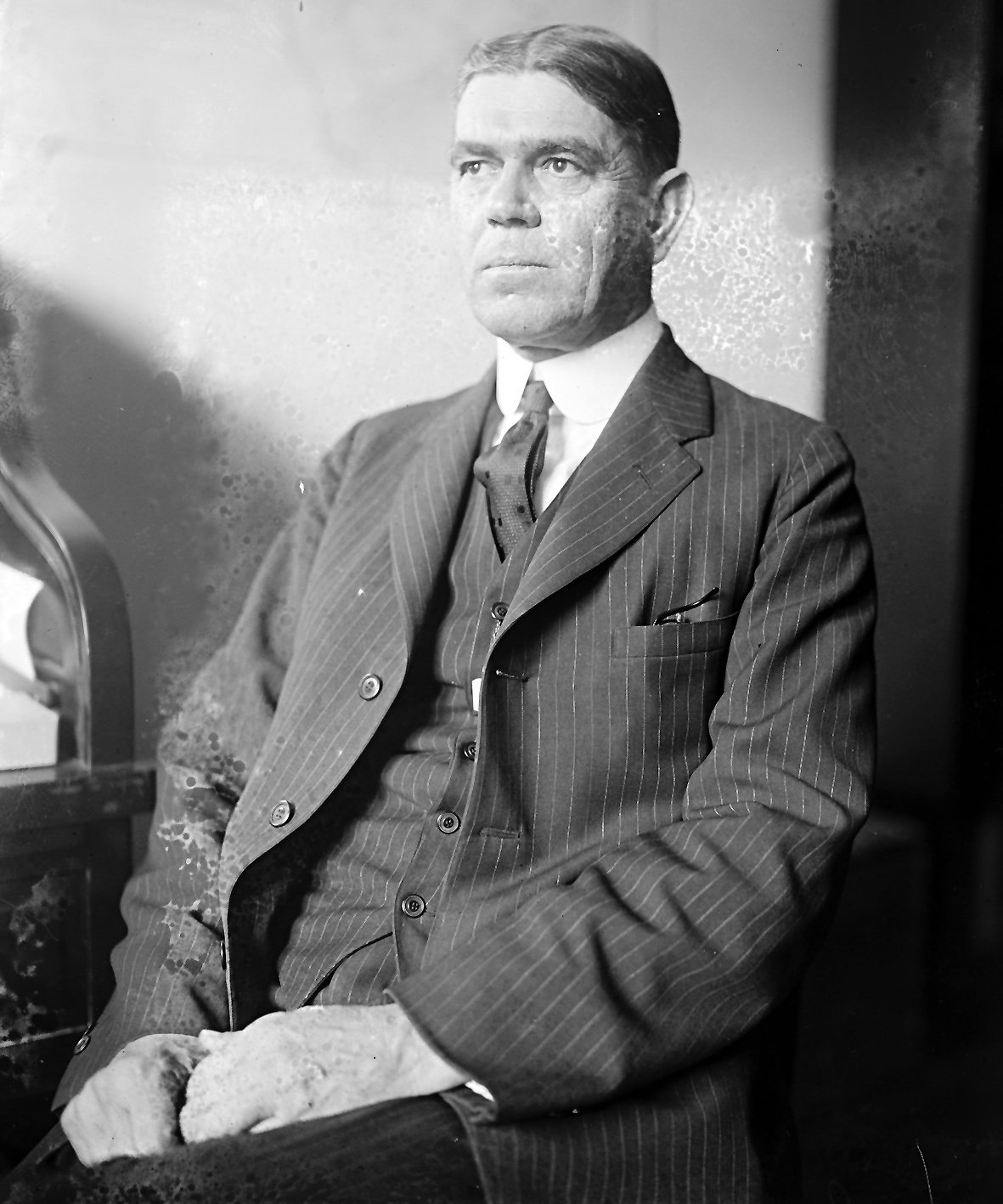
Allard H. Gasque (1923)

Allard Henry Gasque (* 8. März 1873 bei Hyman, Marion County, South Carolina; † 17. Juni 1938 in Washington, D.C.) war ein US-amerikanischer Politiker. Zwischen 1923 und 1938 vertrat er den Bundesstaat South Carolina im US-Repräsentantenhaus.

## Werdegang
Allard Gasque besuchte die öffentlichen Schulen seiner Heimat. Danach arbeitete er auf einer Farm und als Lehrer. Bis 1901 studierte er an der University of South Carolina in Columbia. Danach begann er eine lange Laufbahn im Schuldienst. Von 1901 bis 1902 unterrichtete er an der Waverly Graded School in Columbia. Zwischen 1902 und 1923 fungierte er als Schulrat im Florence County. In den Jahren 1911 und 1912 war er Präsident der Vereinigung der Schulräte von South Carolina, von 1914 bis 1915 war er Präsident der Lehrervereinigung seines Staates.
Neben seiner Schultätigkeit begann Gasque auch eine politische Laufbahn als Mitglied der Demokraten. Er war von 1912 bis 1920 im Vorstand der Partei in South Carolina. Zwischen 1919 und 1923 war er Bezirksvorsitzender im Florence County. 1922 wurde er im sechsten Wahlbezirk von South Carolina in das US-Repräsentantenhaus in Washington gewählt, wo er am 4. März 1923 die Nachfolge von Philip H. Stoll antrat. Nach sieben Wiederwahlen konnte er bis zu seinem Tod am 17. Juni 1938 im Kongress verbleiben. Seit 1931 war er Vorsitzender des Ausschusses, der sich mit Pensionszahlungen befasste. Während seiner Zeit im Repräsentantenhaus wurden seit 1933 die meisten der New-Deal-Gesetze der Regierung von Präsident Franklin D. Roosevelt verabschiedet. Im Jahr 1933 wurden der 20. und der 21. Verfassungszusatz verabschiedet.
Nach seinem Tod wurde seine Frau Elizabeth zu seiner Nachfolgerin im Kongress gewählt. Sie beendete bis zum 3. Januar 1939 die letzte Legislaturperiode ihres Mannes.